# Bedrag (sæson 3)
 For alternative betydninger, se Bedrag (flertydig). (Se også artikler, som begynder med Bedrag)
Den tredje sæson af tv-serien Bedrag havde premiere på DR1 den 6. januar 2019. Den består af 10 afsnit.
Tredje sæsons 10 afsnit blev udsendt søndage kl. 20:00 i Danmark.
Seriens hovedforfatter er Jeppe Gervig Gram.

## Medvirkende
- Esben Smed[1] som den kriminelle Nicky Rasmussen
- Thomas Hwan som politibetjent Alf Rybjerg
- Maria Rich som bankrådgiver Anna Berg Hansen
- Esben Dalgaard som politibetjent Møller
- Jacob Lohmann som Søren
- Marijana Jankovic som Stine
- Carsten Kressner som Bjørn
- Alexandre Willaume som Rune
- Dulfi Al-Jabouri som Lala
- Rudi Köhnke som Bobby
- Ali Sivandi som Nabil

## Afsnit
| Serieafsnit# | Sæson # | Titel | Instruktør           | Forfatter(e)      | Original sendedato |
| ------------ | ------- | ----- | -------------------- | ----------------- | ------------------ |
| (21:30)      | 3       |       | Søren Balle          | Adam August       | 6. januar 2019     |
| (22:30)      | 3       |       | Søren Balle          | Jenny Lund Madsen | 13. januar 2019    |
| (23:30)      | 3       |       | Milad Alami          | Jenny Lund Madsen | 20. januar 2019    |
| (24:30)      | 3       |       | Milad Alami          | Adam August       | 27. januar 2019    |
| (25:30)      | 3       |       | Gustav Möller        | Adam August       | 3. februar 2019    |
| (26:30)      | 3       |       | Gustav Möller        | Jenny Lund Madsen | 10. februar 2019   |
| (27:30)      | 3       |       | Samanou Sahlstrøm    | Jenny Lund Madsen | 17. februar 2019   |
| (28:30)      | 3       |       | Samanou A. Sahlstrøm | Adam August       | 24. februar. 2019  |
| (29:30)      | 3       |       | Frederik Louis Hviid | Adam August       | 3. marts 2019      |
| (30:30)      | 3       |       | Frederik Louis Hviid | Jenny Lund Madsen | 10. marts 2019     |

## Modtagelse
Sæsonindledningen af tredje sæson blev generelt modtaget godt af anmelderne. Soundvenues Jesper Olsen mente, at "DR’s skindøde søndagsserie genopstår med nye hovedpersoner og skærpet fokus i en tredje sæson, der tegner til at blive seriens bedste" og gav de to første afsnit fire ud af seks stjerner. Ekstrabladets anmelder Henrik Queitsch var ligeledes positiv og angav, at "Afsnit 21 var med andre ord det hidtil bedste i serien". Han gav første afsnit fire ud af seks stjerner, ligesom B.T.s anmelder Kristian Dam Nygaard også gjorde.